# NGC 7214
NGC 7214 је спирална галаксија у сазвежђу Јужна риба која се налази на NGC листи објеката дубоког неба.
Деклинација објекта је - 27° 48' 35" а ректасцензија 22h 9m 7,6s. Привидна величина (магнитуда) објекта NGC 7214 износи 12,5 а фотографска магнитуда 13,2. Налази се на удаљености од 70,487 милиона парсека од Сунца. NGC 7214 је још познат и под ознакама ESO 467-12, MCG -5-52-34, VV 700, IRAS 22062-2803, HCG 91A, AM 2206-280, PGC 68152.